# Miss Perú Tusán
Miss Perú Tusán (o simplemente Miss Tusán) es un título de belleza femenina. También se conoce así al certamen que lo confiere. Se trata de un espectáculo organizado por la Asociación Peruano China, con el apoyo de otras instituciones de la comunidad y el respaldo de la Embajada de la República Popular China; que busca difundir los valores propios de la cultura china y estrechar los lazos entre ambos países.

## Historia
Dentro de las actividades programadas por el sesquicentenario de la inmigración china en 1999, la Asociación Peruano China realizó su primer certamen de belleza: "Miss Tusán". Posterior a esto, bajo el nombre de "Miss Perú Tusán", el Centro Cultural Peruano Chino se encargó de la disposición del concurso entre el 2001 a 2005. A partir del 2011, la Asociación Peruano China nuevamente retoma la posición como organizador del evento. Además, en las diversas ediciones se ha contado con la presencia y participación de figuras como: Erasmo Wong, Liesel Holler, Claudia Hernández Oré, Guan Qi,  Fiorella Castellano, Frieda Holler, Olga Zumarán, Maju Mantilla, entre otros.
El concurso ha sido semillero de figuras como Patty Wong, Carolina Chang, Jennifer Fong y Vanessa Jhong.

### Ganadoras
| Edición | Año  | Miss Tusán                  |
| ------- | ---- | --------------------------- |
| 8       | 2024 | Angie Christina Yalán Zhang |
| 7       | 2013 | Pierina Wong Mori           |
| 6       | 2011 | Andrea Paz Lam              |
| 5       | 2005 | Elizabeth Chu Zambrano      |
| 4       | 2004 | Cynthia Tong                |
| 3       | 2003 | Sileng Tay                  |
| 2       | 2002 | Patty Wong                  |
| 1       | 1999 | Erica Wu García             |

### Finalistas
| Edición | Año  | Primera Finalista       | Segunda Finalista    | Tercera Finalista   | Cuarta Finalista    |
| ------- | ---- | ----------------------- | -------------------- | ------------------- | ------------------- |
|         | 2024 | Ling Qi Chen            |                      | Alexandra Tang      | Daniela Kujon       |
| 7       | 2013 | Maple Sam Wang          | Rocio Jhong Gonzales | Carmen Yong Li      | Rebeca Aguilar Chaw |
| 6       | 2011 | María Fernanda Obeso Li | Valeria Sinfon Luna  | Ayina Yenny Lau Lei | Lorena Ching Bazán  |
| 5       | 2005 | Diana Lee Avellaneda    | Mayra Chang Beltrán  | (Sin datos)         | (Sin datos)         |
| 3       | 2003 | (Sin datos)             | Carolina Chang       | (Sin datos)         | (Sin datos)         |